# Rūd Gavāber
Rūd Gavāber är en ort i Iran.   Den ligger i provinsen Gilan, i den norra delen av landet, 180 km nordväst om huvudstaden Teheran. Rūd Gavāber ligger 318 meter över havet och antalet invånare är 132.
Terrängen runt Rūd Gavāber är kuperad åt nordost, men åt sydväst är den bergig. Runt Rūd Gavāber är det ganska tätbefolkat, med 134 invånare per kvadratkilometer. Närmaste större samhälle är Rūdsar, 14,4 km norr om Rūd Gavāber. I omgivningarna runt Rūd Gavāber växer i huvudsak blandskog.